# Colurostylis lemurum
Colurostylis lemurum är en kräftdjursart som beskrevs av William Thomas Calman 1917. Colurostylis lemurum ingår i släktet Colurostylis och familjen Diastylidae. Inga underarter finns listade i Catalogue of Life.